# Joc del diccionari
El joc del diccionari és un joc de llapis i paper que consisteix a inventar definicions versemblants de paraules existents però poc conegudes.
Hi han de participar tres jugadors com a mínim. Un dels jugadors tria del diccionari una paraula intentant que sigui de significat desconegut pels altres jugadors, i els la diu.
Els altres jugadors inventen una definició per a aquesta paraula procurant que sigui creïble, l'escriuen en un paper i la donen al jugador que ha triat la paraula. Aquest jugador llegeix en un ordre aleatori totes les definicions, inclosa la del diccionari. Els jugadors que han escrit voten la definició que creuen correcta. Un cop fetes les votacions es puntua de la manera següent:
- un punt per a cada jugador que encerta la definició correcta.
- un punt per a cada jugador la definició del qual rep un vot, dos punts si rep dos vots, etc.
- un punt per al jugador que ha triat la paraula si ningú ha votat la definició del diccionari.

El torn de triar la paraula al diccionari va passant de jugador a jugador. El joc es pot allargar tant com es vulgui, i guanya qui té més punts.